# Marosi Barna
Marosi Barna (Marosvásárhely, 1931. szeptember 29. – Marosvásárhely, 2015. december 21.) erdélyi magyar író, újságíró. A Magyar Művészeti Akadémia tagja (2005).

## Életútja
Középiskolát szülővárosa Református Kollégiumában végzett (1950), a Bolyai Tudományegyetemen szerzett kémia szakos diplomát (1954). Újságírói pályáját az Előre szerkesztőségében kezdte (1954–58), de a magyarországi 1956-os forradalom alatt tanúsított magatartása miatt fegyelmi úton eltávolították a sajtóból. Előbb a bukaresti Reactivul vegyi üzem munkása (1958–59), a marosvásárhelyi cukorgyárban kémikus (1959–68), majd 1968-tól az Előre utazó riportere. A Securitaténak Moldovan néven írt jelentéseket, többek között Székely Jánosról. 1989 decemberétől 1993-ig a Romániai Magyar Szó új folyamának szerkesztő-publicistája. 1996–1998 között a Duna Televíziónál főszerkesztő, majd külpolitikai műhelyvezető, 1998–2000 között alelnök. Marosvásárhelyen él és alkot, 2005 óta a Magyar Művészeti Akadémia tagja.

## Munkássága
Első írását a marosvásárhelyi Vörös Zászló közölte 1951-ben. Mint riporter a Románia minden tájegységére kiterjedő iparosítás és urbanizáció mindennapjait mutatja be közvetlen emberi sorsok képében a gyakorlatban szerzett szakmai beavatottsággal. Dános Miklóssal közösen írta a Két hét a Dunán c. riportkönyvet (1957), Beke Györggyel és Kenéz Ferenccel együtt mutatja be Vajdahunyad történelmi keretbe foglalt acélművét (Csőposta, 1974) s közösen szerepel Bekével és Cseke Péterrel az Emberarcok című riportkötetben (1976). Saját riportgyűjteményei közül kiemelkedik a Megbolygatott világ, melyben többek között felidézi az elmúlt századfordulóról Bernády Györgynek,  Marosvásárhely polgármesterségének városépítő hagyományát. Az Előre Kiskönyvtára szerkesztőbizottságának tagja s útirajz- vagy riportválogatásainak munkatársa, több riport-antológia, így a Hazánk új arca (1986), Sokágú termőfa (1986), Tenni és teremteni (1987), Jövőépítők (1987) közli írásait.

## Családja
Szülei Molter Károly (1890–1981) író, kritikus, irodalomtörténész és Marosi Zsófia voltak. Testvére Marosi Péter (1920–1998) kritikus, szerkesztő, színházigazgató és Marosi Pál (1925–1989) hidrogeológus. 1953-ban házasságot kötött Farkas Ildikóval (Marosi Ildikó). Két gyermekük született; Marosi Péter (1959) és Marosi Krisztina (1962).

## Kötetei
- Dános Miklós–Marosi Barna: Két hét a Dunán. Útinapló; Állami Irodalmi és Művészeti, Marosvásárhely, 1957
- Kapu utca 10. Kisregény; Irodalmi, Bukarest, 1965 (2. kiad. 1969)
- Csőposta. Beke György, Kenéz Ferenc, Marosi Barna riportkönyve Vajdahunyadról; Kriterion, Bukarest, 1973
- Megbolygatott világ. Riportok; Kriterion, Bukarest, 1974
- Emberarcok. Beke György, Cseke Péter, Marosi Barna riportkönyve; Kriterion, Bukarest, 1976
- Sujtólégben – rezesbandával. Zsilvölgyi riport; Kriterion, Bukarest, 1979
- Fehér Könyv. Az 1990. március 19. és 20-i események Marosvásárhelyen. Marosi Barna helyszíni leírása, rádió- és sajtódokumentumok, fényképek az RMDSZ Maros Megyei Bizottság szerkesztésében (1991)
- Bernády György városa; előszó Sütő András; Mentor, Marosvásárhely, 1993
- Életmentő virrasztás. Kerek István emlékkönyv; vál. Marosi Barna, Szepessy László, szerk. Kuti Márta]; Mentor, Marosvásárhely 2002

## Cikkeiből
- Február 10, Marosvásárhely. Romániai Magyar Szó (Bukarest), 1990. február 13.
- Megalakult Marosvásárhelyen a Lorántffy Zsuzsanna Egyesület. Romániai Magyar Szó (Bukarest), 1991. május 1.
- Már mindenki belénk törölheti a lábát? Romániai Magyar Szó (Bukarest), 1991. július 26. (A romániai magyar kisebbség magyarországi bírálata ellen lép fel, köztük az 1980-as években Magyarországba emigrált Molnár János költő, író, református lelkész bírálata ellen is).
- Az Ellenpontok ürügyén? Szabadság (Kolozsvár), 1991. augusztus 15. - Marosi Barna írása: 652. sz. jegyzet. (Ellenpontok magyarországi értékelésének erdélyi visszhangjával foglalkozik).
- Erdélyi aknamezők. Romániai Magyar Szó (Bukarest), 1993. január 12. (A romániai magyar kisebbségen belüli politikai ellentétek és azok káros hatása).
- Évek óta rendőrségi vizsgálat folyik Kincses Előd ellen. Romániai Magyar Szó (Bukarest), 1993. március 31.
- Csoóri Sándor Marosvásárhelyen. Romániai Magyar Szó (Bukarest), 1993. május 25.
- A keresztény társadalomé a jövő. Beszélgetés Varga Lászlóval, az RMKDP elnökével. Romániai Magyar Szó (Bukarest), 1993. június 8.
- Beszélgetés Sütő Andrással egy évtized terméséről. Romániai Magyar Szó (Bukarest), 1993. augusztus 11.